# Западное христианское монашество
Западное христианское монашество — религиозная практика монашества, распространённая в Католической церкви, а также ряде протестантских церквей.

## Проникновение монашества на Запад
Родиной христианского монашества является римский Египет (Фиваида), где в IV веке первый монастырский устав создал римский легионер Пахомий Великий. Оттуда монастыри распространились по восточным (азиатским) провинциям Римской империи. Амвросий Медиоланский учредил монастырь около Милана. Однако центром распространения западного монашества стала римская Галлия. Здесь первые монастыри (Лигуже и Мармутье) учредил ещё один римский легионер Мартин Турский. Также одним из старейших считается Леринское аббатство, созданное в 410 году Гоноратом. Значительная роль в передаче монастырского опыта с Востока на Запад принадлежит «идеологу монашества» Иоанну Кассиану, который в 415 году создал в окрестностях Марселя Сен-Викторское аббатство.
На Западе монашество рано вызвало значительную оппозицию, чего почти вовсе не было на Востоке. Оппозиция эта направлялась не только против крайностей аскетизма (в этом отношении характерны постановления Гангрского собора, около 363 года); она шла и против самого учреждения, против принятого понимания роли монашества, как мы это видим у Вигиланция и Иовиниана. Иовиниан, сам всю жизнь остававшийся монахом, утверждал, что пост, безбрачие, аскетизм сами по себе не составляют особенной заслуги. Всё это только средства для поддержания христианского настроения и христианской жизни, которая, однако, может быть совершенно так же чиста и при иных условиях. С другой стороны, аскеты нередко впадают в гордость и даже в манихейство. Восприняв и развивая воззрения блаженного Августина, западная церковь считала себя носительницей справедливости и добра, «царством Божиим» на земле, и высшую свою цель видела не в отречении от мира, а в его спасении. Аскетическое подвижничество вне церковной опеки представлялось для западной церкви сомнительным уже в V веке. На Западе поэтому монашество не могло остаться на том пути, на каком стояло древнее монашество и следовавшее за ним восточное. Не отрекаясь от идеалов аскетизма и созерцательной жизни, западное монашество должно было тесно сблизиться с церковью, принять участие в осуществлении её задачи — в водворении «царства Божия» на земле. Формы осуществления этой задачи изменялись с изменением исторических условий. Сообразно с этим видоизменялась организация и формы деятельности западного монашества, постоянно служившего для церкви источником свежих сил, орудием обновления и преобразования. Западное монашество почти совершенно утратило пассивный, созерцательный характер, стало деятельным, приобрело практические задачи, пережило длинную историю, какой не было у восточного монашества.

## РеформаБенедикта Нурсийского
В 530 году Бенедикт Нурсийский создает в Италии монастырь Монтекассино. Его устав, имеющий очень много общего с уставами Пахомия и Василия, точно устанавливает устройство монастырского общежития. Во главе общины стоит пожизненно избираемый аббат. В помощники он себе избирает приора (заместителя), эконома или деканов (начальников десяти монахов). Монастырская братия спит в дормиторие (общей спальне) и ест в рефекторие (общей столовой). Остальное время посвящено молитвам и работе, что выразилось в девизе Ora et labora. Прежде принятия в число монахов послушник проходил годовое испытание (новициат). В 585 году Монтекассино опустошают лангобарды, что приводит к оттоку монахов в Рим.

## Кельтское монашество
Один из первых монастырей в Ирландии учредила в 480 году Бригитта Ирландская, чью мать крестил святой Патрик. В 545 году Киаран основывает монастырь Клонмакнойс в Ирландии. В 563 году Колумба учреждает первый монастырь на территории Шотландии (Аббатство Айона), который превращается в центр распространения христианства среди скоттов и пиктов. Устав Колумбы допускал чтение не только Библии, но и других, даже светских книг. Монахи здесь раньше, чем где бы то ни было, собирали библиотеки и создали искусство художественной переписки манускриптов. Своеобразную черту организации, установленной Колумбой, представляло то, что аббат был выше епископа, не имевшего территориальной юрисдикции, так как первоначальной территориальной единицей в кельтской церкви был монастырь, а не епархия.
В VI веке влиятельным центром западного монашества становится Ирландия. Оттуда Колумбан отправляется во Францию и Италию, где учреждает монастыри Люксёй-ле-Бен (590 год) и Боббио (614 год). Не теряла своего значения и бывшая Галлия, где в 657 году учреждается аббатство Корби, знаменитое своей библиотекой. Его первым аббатом становится Теодофрид Корбейский из Люксёй-ле-Бен. Из Корби монашество в 815 году распространяется в Германию (Корвей). К 825 году ирландские монахи достигают Исландии.
Распространением монашества в Испании занимался Фруктуоз из Браги. Впрочем, мусульманское завоевание полуострова на время пресекло развитие монашества в регионе.

## Расцвет бенедиктских монастырей
В 598 году благодаря григорианской миссии в Англии появляется бенедиктское аббатство (Кентербери). В 744 году ученик Бонифация Стурмий учреждает бенедиктинское Фульдское аббатство на территории Германии. В 786 году аббатом Мармутье становится Алкуин, с которого начинается схоластическая философия.
В 880 году учреждается бенедиктинский монастырь Монсеррат в Испании (Каталония).
В 909 году в Верхней Бургундии появляется бенедиктский монастырь Клюни.

## Клюнийская реформа X века
Распространение христианства в Скандинавии Ансгаром (питомцем Корбийского монастыря в Пикардии) в IX веке представляет единичный факт в эту эпоху, когда среди набегов норманнов, венгров и сарацин разрушались монастыри, монахи покидали своё звание, а в уцелевших монастырях уставы и соборные постановления находились в полном пренебрежении (женатые, занятые войной и охотой аббаты распоряжались монастырями и мужскими, и женскими, или же их подчиняли себе, несмотря на постановления Латеранского собора) совершенно «обмирщенные» епископы.
Во главе нового преобразовательного движения стало Клюнийское аббатство. Первый его аббат, Бернон, начал выработку нового устава, воспроизводившего бенедиктинский, лишь с более строгими постановлениями относительно некоторых частностей (поста, молчания) и с особенной заботой о торжественности и благолепии богослужения. В 931 году римский папа Иоанн XI позволил аббату Одону принимать под свою власть другие монастыри, что положило начало такому явлению как конгрегация. Глава конгрегации непосредственно подчинялся римскому папе.
В XI и XII веках не только почти все монастыри Франции и Бургундии находились, таким образом, под наблюдением Клюнийского аббатства, но и в Италии, Испании, Англии и Палестине были монастыри, основанные клюнийцами и подчинённые их главной обители. По образцу этой конгрегации стали скоро возникать и другие — в Италии, Испании, Германии. Из среды клюнийцев вышла и грандиозная реформа белого духовенства, связанная с именем знаменитого клюнийца Гильдебранда (папы Григория VII). Стремясь очистить и возвысить церковь, реформа, в сущности, признавала для неё обязательным тот идеал, к которому до тех пор стремилось только монашество. Больше чем когда-либо монашество вследствие этого должно было принять участие в осуществлении задачи церкви «победить мир». Оно окончательно стало на службу церкви или, вернее, её главе — папе.

## Возникновение новых монашеских орденов
Клюнийская реформа вызвала расцвет монашеских орденов. Одним из первых появился в 1098 году орден цистерцианцев. Самым известным его представителем был Бернард Клервосский. Аббатства представляли собой дом, состоящий из капеллы, дормитория и рефектория. Монахи носили капюшоны. Помимо монахов к числу цистерианцев могли относится и миряне-конверзы. Для надзора за монастырями-филиалами вводилась должность визитатора. Цистерианцы практиковали бедность и физический труд, от которого начали отходить представители других монастырей. Отличительной их чертой была коллегиальность управления (капитул).
К орденам этого направления, возникшим в эту эпоху, относятся:
1. итальянский орден камальдулов,
2. орден Валломброза, впервые введший в аббатстве Валломброза степень так называемых «конверзов» (frère lai, Laienbruder, lay-brother), получивших впоследствии большое распространение в западном монашестве. Это — низший разряд обитателей монастыря, от которого не требуется участия в церковной службе или монашеском чтении и который, таким образом, доступен людям совершенно непросвещённым. На этом разряде лежит в м-ре наиболее грубая и тяжёлая работа.
3. орден Граммон, основанный в 1074 году близ Лиможа Стефаном Тигернским, который стремился организовать общежитие как можно ближе к Евангелию;
4. орден картезианцев;
5. орден Фонтевро, основанный около 1100 года для каноников и канонисс;
6. орден премонстрантов, основанный в 1120 году:
7. орден кармелитов.

К этой же эпохе расцвета монашества относятся менее значительные ордена: траппистов, гильбертинцев (основанный в 1148 году в Англии и допускавший двойные монастыри), бегинок, гумилиатов.
- С другой стороны, в связи с крестовыми походами наметились новые формы служения Богу, не созерцательного, а чисто активного характера. Наряду с многочисленными орденами прежнего направления, в XI—XIII веках возникают ордена госпитальеров («странноприимные»), рыцарские ордена и женские монастыри, посвящающие себя всецело уходу за ранеными и больными и Делам милосердия.

Ордена этого направления:
1. орден госпитальеров св. Антония, основанный в 1095 году в Дофинэ рыцарем Гастоном, посвящавший себя заботам о больных; основную идею их организации усвоил себе
2. орден иерусалимских госпитальеров св. Иоанна, или иоаннитов,
3. французский рыцарский орден тамплиеров, или храмовников,
4. немецкий орден тевтонских рыцарей.

## Рыцарские ордена
Последние три ордена — как и испанские рыцарские ордена Алькантара (основан в 1156 году), Калатрава (основан в 1158 году Санчо III Кастильским), Сантьяго (основан в 1170 году Фердинандом II, королём Леона) и португальский св. Беннета (основан в 1162 году королём Альфонсу I), учреждённые для борьбы с маврами и имевшие только местное значение, — представляли собой систематическое, освящённое церковью соединение элементов военного и религиозного.
Вместе с орденами госпитальеров Св. Духа, основанного в Монпелье, и тринитариев, основанного в 1197 году парижским богословом Жаном де Мата и Феликсом де Валуа, а также женскими общинами, предназначенными для деятельности в странноприимных домах, лазаретах и тому подобных учреждениях, принадлежавших орденам, они имели определённые практические цели (борьба с неверными, выкуп из плена и т. п.). Долее других оставались верными первоначальной задаче иоанниты под именем родосских и мальтийских рыцарей (Мальтийский орден).
Другие рыцарские ордена:
- совершенно утратили своё значение — как это случилось после уничтожения владычества мавров на Пиренейском полуострове с тамошними ещё существующими по имени орденами;
- приобрели характер, совершенно несоответственный их первоначальному назначению — как это было с тамплиерами, представлявшими в последнее время своего существования нечто в роде крупного торгового и банкирского дома;
- направили свою деятельность на новые цели — так, орден тевтонских рыцарей уже в 1226 году перенёс свою деятельность в Пруссию для покорения язычников и обращения их в христианство, и соединился с орденом меченосцев, возникшим в самом начале XIII века для подобной же деятельности в Ливонии.

Более живучими оказались учреждения, предназначенные для ухода за больными и нуждающимися, — особенно женские, получившие большое развитие в позднейшее время.

## Францисканцыидоминиканцы
Привилегированное положение церкви, способствуя скоплению громадных богатств и сосредоточению громадного влияния в руках белого и чёрного духовенства, способствовало развитию среди него роскоши, праздности, разврата и всякого рода пороков и злоупотреблений. Монашество нисколько не уступало белому духовенству: за быстрым расцветом почти каждого ордена следовал столь же быстрый упадок, и справедливые обвинения против монашества снова начали слышаться уже в половине XII века. Наряду с жалобами развивалось и стремление освободиться от церковной опеки. Борьба государей и народов против зависимости от папства, развитие сект (например, вальденсы, альбигойцы) — все это грозило могуществу церкви, требовало от неё новых мер и новых сил. В их поиске папство сделало попытку урегулировать монашеское движение, ограничить свободное развитие в нём новых форм и новых течений, которые могли принимать нежелательный для церкви характер и превращаться в ереси. В 1215 году Иннокентий III 13-м каноном Четвёртого Латеранского собора запретил учреждение новых орденов, предлагая всем стремящимся к монашеской жизни или вступать в уже существующие монастыри, или учреждать новые по прежним уставам. Но эта чисто отрицательная мера так же мало повлияла на улучшение положения церкви, как и крестовые походы на еретиков. Её поддержало и укрепило новое движение, нашедшее себе выражение в нищенствующих орденах, которые и санкционировал, нарушая постановление Латеранского собора, тот же Иннокентий III: это были ордена францисканцев и доминиканцев. Оба ордена сходились в основной цели — возвращении западной церкви на истинный путь, главным образом, посредством доведения до крайних пределов принципа нестяжания и проповеди среди масс. Оба ордена с одинаковым трудом добились одобрения и признания со стороны римского престола, для которого скоро стали надёжнейшей опорой и который канонизовал их основателей. Оба в отличие от прежних одобренных церковью орденов создавали тип странствующих монахов-проповедников (идея, принадлежащая Доминику и заимствованная францисканцами) и отрицали — по крайней мере в первое время своего существования — не только частную, но и общинную собственность. Они предписывали своим членам жить исключительно подаянием (идея Франциска, заимствованная доминиканцами). Оба ордена получили одинаково стройную и крепкую организацию, во главе которой (как гроссмейстер у рыцарских орденов) стоял облечённый широкими полномочиями генерал ордена, живущий в Риме. Ему подчинялись «провинциалы», то есть главы отдельных конгрегаций. Управление, сосредоточивавшееся в провинциальных собраниях и генеральном капитуле, представляло также единство и создавало такую дисциплинированность, каких почти невозможно было найти среди прежних орденов.
Но при всем этом сходстве францисканский и доминиканский ордена — соответственно характеру их основателей — представляли и существенные различия. Ставя целью спасение душ путём возвращения к христианству апостольских времён, проповедуя полное отречение от имущества, жизнь в Боге, сопричастие страданиям Христа, любовь к миру и самопожертвование за него, Франциск обращался ко всем слоям этого мира: и к бедным, и к богатым, и к просвещённым, и к невежественным, — и привлекал (в противоположность большинству прежних обмирщенных орденов, ставших феодальными барониями) главным образом низшие слои народа, создавал, так сказать, демократизацию монашества.
Доминик, ставивший главной задачей укрепление ортодоксального учения в духе Рима и искоренение ересей, всего более заботился о воспитании искусных и образованных проповедников и создал до некоторой степени учёный орден, гораздо менее доступный для масс, нежели францисканский.
Ещё при жизни Франциска Ассизского возникло своеобразное учреждение, могущественно содействовавшее распространению влияния францисканства, — так называемый орден терциариев (tertius ordo de poenitentia), которые, оставаясь в «миру», допуская брак и собственность, в то же время приспособляли, насколько возможно, свой образ жизни к монашеским идеалам, отрекаясь от общественной деятельности и посвящая себя по мере сил аскетизму и благотворительности. Такое учреждение представляло некоторый компромисс, отступление от первоначальной высоты францисканского идеала, но оно смягчало столь резкую в Средние века противоположность между «духовными» и «светскими», указывая и для последних путь спасения. Эта черта вызывает вместе с допущением францисканцами известной внутренней религиозной свободы сочувственное отношение к Франциску со стороны протестантов. Таким образом францисканство встало на необычайно широкую и прочную основу. При тесном союзе францисканского ордена с папством его успехи явились могущественной поддержкой и для папства.
Доминиканцы, с другой стороны, сделались руководителями таких учреждений, как инквизиция и цензура книг. Хотя и в этом ордене возникло учреждение, подобное францисканским терциариям (так называемое fratres et sorores de militia Christi), но здесь оно не получило такого широкого развития, и доминиканцы навсегда остались учёным орденом, наиболее влиятельным среди высших классов и захватившим в свои руки первое место в католической науке и наиболее влиятельные университеты (парижский).

## Нищенствующие ордена
Снабжённые римским престолом такими привилегиями, как право всюду свободно проповедовать и исповедовать, продавать индульгенции и т. п., нищенствующие ордена оказывали с XIII века и до самой Реформации громадное влияние на всю духовную жизнь Западной Европы. Они выдвинули из своей среды таких замечательных представителей средневековой науки и искусства, как Альберт Великий, Фома Аквинский (доминиканцы), Дунс Скот, Бонавентура, Роджер Бэкон (францисканцы), Фра Анжелико (доминиканец). Исповедь и проповедь были в их руках источником сильного влияния на светское общество и орудием вмешательства в политические и общественные дела.
Но могущественное положение нищенствующих орденов скоро привело к тем отрицательным последствиям, какие испытывал каждый орден, принимавший большое участие в делах «мира» и пользовавшийся широкой популярностью. Они скоро стали обходить обет нестяжания, допуская общественную собственность. Особенно удалились в этом отношении от первоначального идеала доминиканцы, в 1425 году de jure освобождённые папой от обета нестяжания, которого давно не соблюдали на практике. Бродячий образ жизни и прошение милостыни обращали монахов в назойливых нищих, ленивых и праздных, невежественных и грубых, вращающихся в самом предосудительном обществе и вызывающих своим поведением соблазн и нарекания. Жалобы на это раздаются уже в конце XIII века.
С другой стороны, преобладание доминиканцев в научной сфере приводило к умственному застою, создавало то самодовольное невежество, ту жалкую пародию на учёность и проповедническое красноречие, которые так беспощадно осмеяны в «Письмах тёмных людей» и «Похвале глупости». Однако разложение нищенствующих орденов совершилось не сразу. XIII век был временем их расцвета: в эту эпоху по их примеру провозглашают полное отречение от имущества и другие ордена (например, ранее существовавшие кармелиты, августинские «братья», основанные около 1250 года, и др.). По образцу францисканского ордена и под влиянием самого Франциска в Ассизи основывается (1212) св. Кларой орден клариссинок.

## Спиритуалы
Когда стало замечаться отклонение от первоначальных идеалов нищенствующих орденов, в среде францисканства возникло течение, стремившееся сохранить во всей неприкосновенности заветы основателя ордена. Представителям этого течения пришлось выступить не только против членов ордена, склонных к смягчению первоначальной строгости устава, но против самого папства, поддерживавшего «умеренную» партию. Между так называемыми спиритуалами (spirituales) и папством началась продолжительная борьба. Уступка, сделанная им папой Целестином V, устроившим из них в 1271 году орден целестинцев, скоро была взята назад: орден был уничтожен Бонифацием VIII. Затем сохранившиеся последователи спиритуалов, образовавшие новые общества (например, т. н. fratricelli) или примкнувшие к прежде существовавшим (например, к бегардам) подвергались жестокому преследованию, как еретики. Папство объявило ересью учение францисканцев о бедности Иисуса Христа и апостолов. Францисканцы этого направления естественно сближались с врагами папства, с императорской партией (Уильям Оккам) и являлись учёными защитниками гибеллинской теории. В конце концов и среди францисканцев, не выступавших так резко против папства и разбившихся на множество ветвей, церковь должна была признать наряду с направлением, допускавшим многочисленные смягчения в первоначальном уставе (conventuales), и более строгие направления: обсерванты (fratres de observantia конца XIV века), минимы (основаны в 1435 году), капуцины (1525), реколлекты (1532). Всё это не могло, однако, вдохнуть новую жизнь в церковь, упорно шедшую по старому пути. Уже в XIV веке, в эпоху авиньонского пленения и великого раскола, в среде монашества царили пьянство, обжорство, лень, расточительность и такой разврат, что, по словам современников, позволить девушке поступить в монастырь значило на практике почти то же, что разрешить ей стать публичной женщиной.
Предотвратить надвигавшийся кризис не по силам было и многочисленным вновь возникшим в XIV, XV и начале XVI веках орденам, из которых ни один не приобрёл широкого влияния. К этим орденам относятся:
1. оливетанцы, стремившиеся применять во всей строгости бенедиктинский устав (основан в 1313 году в Италии);
2. алексиане — орден, посвящённый главным образом делам христианского милосердия (основан в первой половине XIV века);
3. иезуаты;
4. бригиттки — женский орден св. Бригитты;
5. иеронимиты;
6. братство общей жизни, или гергардинисты;
7. варнавиты;
8. театинцы.

## Монашество иРеформация
Ордена (кроме, отчасти, братьев общей жизни) не вносили новых начал в монашество, а между тем события XVI века создали для католицизма такие условия, когда в таких началах и в новых силах была особенная нужда.
Реформация, уничтожив господство римского престола в целой половине Западной Европы, лишила монашество громадного числа монастырей и земель. в Северной Германии, Голландии, Швейцарии, Скандинавии, Дании и Англии имущество десятков и сотен упразднённых монастырей конфисковалось, обращалось на общегосударственные надобности, тратилось на учебные и благотворительные учреждения. В Англии в эпоху Генриха VIII их было уничтожено 616.
Наряду с этим ударом монашеству грозил другой, не менее опасный. Созданная Реформацией необходимость принять меры к исправлению католической церкви вызвала критическое отношение к монашеству и в среде самого католичества. Возникла мысль об общей секуляризации — в Германии некоторые из государей отчасти и произвели её. Даже в комиссии кардиналов, учреждённой Папой Павлом III, в 1538 году было высказано предположение о постепенном уничтожении монастырей посредством удаления из них всех послушников и запрещения приёма новых. Эти решительные меры не были осуществлены: постановлениями Тридентского собора предписывалось только усиленно соблюдать монастырскую дисциплину: монастыри должны были организоваться в конгрегации и сильно расширялась власть епископов над монастырями. Всё это были только паллиативы, не приводившие к значительным результатам, так же как и реформы прежних орденов (августинцев, кармелитов, доминиканцев), предпринятые в течение XVI века.
В ходе Реформации у протестантов сохранились всего два монастыря — лютеранские Локкумское и Амелюнгсборнское аббатства в Нижней Саксонии. Однако начиная с XIX века среди лютеран, англикан и методистов начинает возрождаться монашество — бенедиктинского, францисканского и т. н. «свободного» устава.

## Иезуиты
Казалось, силы западного монашества были совершенно истощены, но оно сделало ещё одну могущественную попытку поднять павшее владычество римской церкви. Увенчавшись значительным успехом, выразившемся в усилении церкви, попытка эта в то же время показала, что западное монашество, как влиятельный фактор в истории католической церкви, дошло до крайнего предела своего развития. В течение тысячелетнего периода со времён Бенедикта Нурсийского, испробовав самые разнообразные формы для осуществления трудносовместимых целей — отречения от мира и господства над миром, — оно пришло, наконец, к такой форме, которая явилась, в сущности, отрицанием монашества. «Общество Иисуса» — орден иезуитов — хотя и принимало все те обеты, какие произносили другие монашеские ордена, но на самом деле совершенно отказывалось от нравственного совершенствования и приближения к Богу путём отречения от мира и созерцательной жизни. Оно открыто ставило своей целью укрепление владычества католической церкви, и для этой цели готово было идти на всякие средства. Иезуиты поправили дело римской церкви и совершили большую культурную работу в качестве миссионеров, воспитателей и учёных, подчинив своему влиянию большинство прежних и новых монашеских организаций. (Члены новых монашеских организаций давали только «простые обеты», а не «торжественные» — единственные, по каноническому праву римской церкви, ненарушимые и бесповоротные). Но иезуиты придали всем этим организациям своеобразный немонашеский характер, превратили их в эластичные, полумирские по своему устройству и совершенно «обмирщенные» по характеру деятельности армии для защиты римской церкви. Новое монашество заняло господствующее место в католической церкви, но с первоначальными идеалами монашества оно не имело ничего общего.

## Монашество в XVI—XX веках
Никаких новых крупных явлений, которые можно было бы сопоставить с нищенствующими орденами или орденом иезуитов, в истории западного монашества за XVI—XIX века указать нельзя. Оно уже не переживало новых эпох возрождения. Сравнительное оживление заметно ещё в эпоху религиозной борьбы, следовавшей за Реформацией (XVI и XVII века). В это время возникло большое число новых или обновлённых учреждений, среди которых наиболее замечательны следующие:
1. из числа реформированных прежних учреждений;
  - орден траппистов, подвергнутый реформе в строго аскетическом духе аббатом де Рансэ;
  - французская конгрегация св. Мавра, или мавриниане;
  - реформированные цистерцианцы Пор-Рояля;
2. из новых учреждений:
  - ордена для ухода за больными
    - камиллианцы — орден, учреждённый в Италии Камиллом де Лелли в 1584 году;
    - учреждённый в Испании орден «братьев-госпитальеров», получивший распространение во Франции и Германии под именем «братьев милосердия»;
    - дочери милосердия (или «серые сестры») — орден, основанный Викентием де Полем, учредителем лазаристов.

  - ордена, посвятившие себя главным образом воспитанию:
    - урсулинки,
    - визитантки (Ordo de visitatione Маrіае Virginis, основан в 1610 году в Савойе Франциском Сальским и Жанной Франсуазой де Шанталь),
    - пиары.

В 1558 году в Риме возникло ещё одно своеобразное учреждение — так называемые ораторианцы: по инициативе Филиппа Нери; в капелле при устроенном им госпитале стали собираться для совместного чтения и толкования священных книг духовные лица, не приносившие монашеских обетов. Это учреждение, утверждённое в 1577 году, было перенесено в 1611 году во Францию кардиналом Берюлем. Ораторианцы, особенно французские, прославились своими заслугами в области философии и науки, к французским ораторианцам принадлежали Мальбранш, Жан Морэн и др., к итальянским — кардинал Бароний.
XVIII век создал условия, крайне неблагоприятные для монашества: политика так называемого просвещённого деспотизма, а затем французская революция нанесли монашеству жестокий удар в тех странах, где оно уцелело после Реформации. Крутые меры против злоупотреблений монахов и против самого монашества, особенно против нищенствующих орденов, были предприняты:
- в Тоскане — при Франце I и Леопольде I;
- в Австрии — при Иосифе II, закрывшем множество монастырей и конфисковавшем их имущество, несмотря на вмешательство папы Пия VI;
- в Португалии, Испании, Франции — изгнание иезуитов и папская булла, уничтожавшая этот орден;
- во Франции (законами 13 февраля 1790 года и 18 августа 1792 года) — уничтожение до 820 мужских и 255 женских монастырей.

Всё это были отдельные моменты почти непрерывной борьбы, которая в течение всего XVIII века подрывала силы монашества, создавшего за весь этот век едва ли десяток новых учреждений (из них наиболее замечательны ордена пассионистов и редемптористов).
XIX век также не улучшил положения западного монашества. Во Франции, где к началу XIX века уцелела лишь организация дочерей милосердия, при Империи были восстановлены лишь некоторые чисто активные полумонашеские общины. Реставрация привела к восстановлению собственно монашеских орденов — доминиканцев, бенедиктинцев, картезианцев, траппистов и др. Эпоха июльской монархии снова была неблагоприятна для монашества, которое при Второй империи пережило последний благоприятный момент во Франции.
Третья республика совершенно запретила во Франции орден иезуитов; остальные ордена допускаются лишь по одобрении их уставов правительством.
В Португалии (28 марта 1834 года) монастыри (до 500) были уничтожены, и их имущество отобрано в казну. То же произошло и в Испании в 1835 году (постановление 28 июня и 11 октября).
В Италии по закону 7 июля 1866 года уничтожены все монастыри в пределах сардинских владений. А в 1873 году эта мера распространена и на всю Италию, причём вся собственность монастырей была признана национальным имуществом.
В Германии в эпоху культуркампфа майским законом 1875 года были уничтожены все ордена, кроме посвящённых уходу за больными (в последнее время применение этого закона значительно ослаблено).
Только в Австрии монашество в XIX веке снова усилилось. В общем, в настоящее время среди католического монашества наибольшим значением пользуются те ордена, которые имеют характер активный, полумонашеский, посвящают себя благотворительности, воспитанию. Но такие ордена имеют мало общего с первоначальным монашеством: аналогические учреждения можно найти и в протестантских церквях. Известны также современные экуменистические ордена.

## Названия различных монашеских орденов и конгрегаций
В Западном монашестве существует негласная традиция ставить после фамилии или имени монаха латинские аббревиатуры с целью информирования о принадлежности к определённому ордену или конгрегации (см. аббревиатуры католических мужских монашеских орденов и конгрегаций), например, Тейяр де Шарден, Пьер SJ означает, что известный философ Пьер Тейяр де Шарден является членом ордена иезуитов.